# Darius Willis
Darius Willis (...) è un allenatore di football americano statunitense che allena la nazionale svizzera.